# Pacto de Bogotá
El Pacto de Bogotá, también conocido como Tratado Americano de Soluciones Pacíficas, es un tratado internacional suscrito el 30 de abril de 1948 por la mayoría de los países del sur de América reunidos en la IX Conferencia Panamericana en la ciudad de Bogotá (Colombia).

## Tratado
El objetivo del tratado es imponer una obligación general a los signatarios para resolver sus conflictos a través de medios pacíficos. También se les obliga a agotar los mecanismos regionales de solución de los asuntos antes de acudir al Consejo de Seguridad de Naciones Unidas. Este pacto tiene en cuenta los siguientes medios de solución pacífica de conflictos: buenos oficios, mediación, investigación y conciliación, arbitraje y procedimiento judicial. Es uno de los tratados que confiere jurisdicción a la Corte Internacional de Justicia (CIJ). 
El tratado entró en vigencia el 6 de mayo de 1949 y se registró en la Organización de las Naciones Unidas (ONU) siete días más tarde. Posteriormente, entre los veintiún países signatarios del convenio, ocho lo ratificaron sin reservas (Brasil, Costa Rica, Haití, Honduras, México, Panamá, República Dominicana y Uruguay), seis lo ratificaron con reservas (Bolivia, Chile, Ecuador, Nicaragua, Paraguay y Perú), cinco no lo han ratificado (Argentina, Cuba, Estados Unidos, Guatemala y Venezuela) y dos países lo denunciaron (El Salvador y Colombia).
En abril de 2013, Bolivia retiró su reserva al Tratado y aceptó su vigencia plena para el tratamiento de sus asuntos. Ello llevó a que Chile tomara la misma decisión. El paso le permitió a Bolivia plantear una demanda contra Chile ante la Corte Internacional de Justicia. Chile también hizo lo mismo con un tema diferente.
Tras el fallo de la CIJ en el litigio entre Colombia y Nicaragua, el presidente colombiano Juan Manuel Santos anunció el 28 de noviembre de 2012 que el país que representa se retiraba del pacto de Bogotá, poniendo término a la jurisdicción de la CIJ en eventuales demandas con otros países. Ese mismo día, el secretario general de la OEA, José Miguel Insulza, confirmó el recibo de la renuncia del tratado por parte de Colombia.